# Navigátor (rallye)

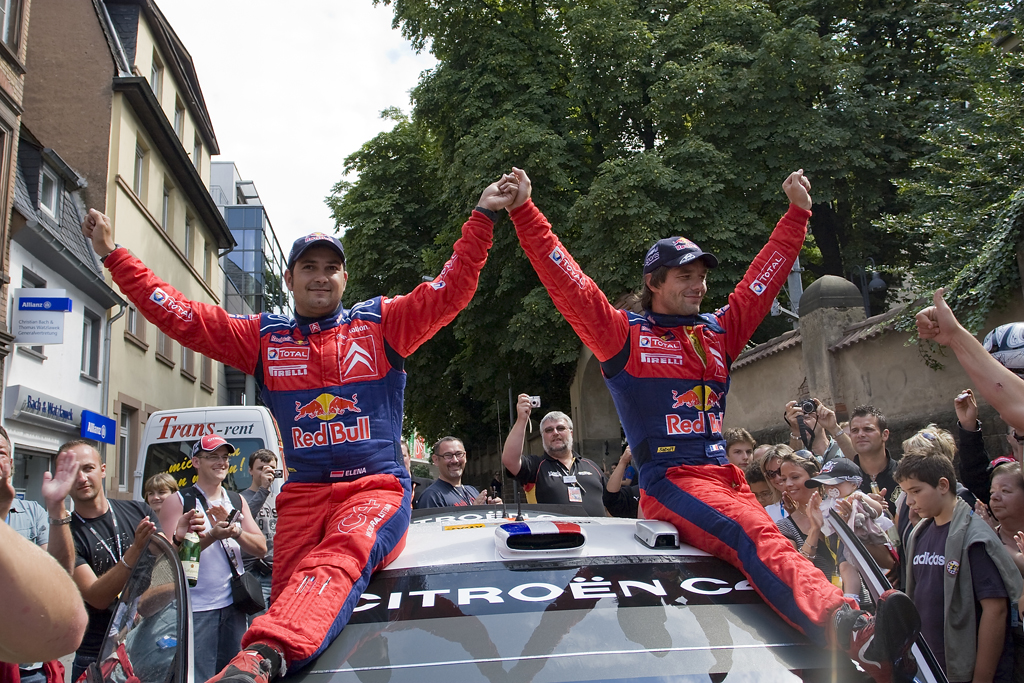
Navigátor Daniel Elena a Sébastien Loeb po vítězství v Německé rallye 2008

Navigátor (spolujezdec) je v rallye člověk sedící vedle řidiče, jehož úkolem je čtení rozpisu. Kvůli hluku ve voze se posádka zpravidla musí dorozumívat interkomem.

## Vytváření a čtení rozpisu
Rozpis vzniká v průběhu seznamovacích jízd. Při prvním průjezdu trati zpravidla diktuje jezdec rozpis spolujezdci a ten ho zaznamenává. Při druhém průjezdu už spolujezdec čte nadiktovaný rozpis a případně ho upravuje.
Způsobů psaní rozpisu existuje mnoho a záleží na dohodě řidiče s navigátorem. Zaznamenává se poloměr a úhel zatáček, nebo rychlost, jakou se mají projíždět. Dále se zapisují horizonty, rovinky a další upozornění týkající se stavu trati.